# Генри Найтонский

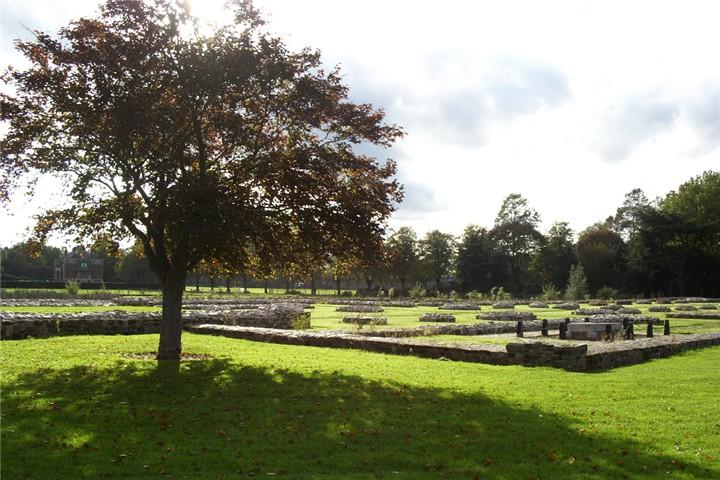
Руины обители Св. Марии на Лугу близ Лестера, на территории исторического Парка Аббатства

Генри Найтонский или Генри Найтон (англ. Henry Knighton, лат. Henricus Cnitthon, до 1337 — 1396) — английский хронист, монах-августинец, каноник аббатства Св. Марии на Лугу в Лестере, один из летописцев Столетней войны, автор «Хроники Найтона» (англ. Henry Knighton's Chronicle).

## Биография
Скудные биографические сведения можно извлечь из его сочинений. Запись в первой книге его исторической хроники HENRICVS CNITTON свидетельствует о том, что он мог происходить из села Найтон, расположенного в 2 милях к югу от Лестера, и, возможно, принадлежавшего в качестве манора местному аббатству Св. Марии на Лугу.
Вероятно, в начале 1360-х годов учился в Оксфорде, где познакомился с Джоном Уиклифом и его последователями. Никогда не разделяя их взглядов, интересовался, тем не менее, их учением и стал первым летописцем движения лоллардов в Англии.
Будучи членом ордена августинцев, занимал должность каноника в аббатстве Св. Марии на Лугу (Лестер, Восточный Мидленд) с 1363 года, как это явствует из записи о посещении этой обители королём Эдуардом III, и вплоть до своей смерти в 1396 году. Оставил немало сведений об экономическом процветании аббатства Св. Марии, которое в его времена являлось одним из богатейших в стране, но во времена Генриха VIII было разрушено и ныне находится в руинах.

## Сочинения
Основным сочинением его является «Хроника Найтона» (лат. Chronicon), точнее «Краткая хроника событий в Англии» (лат. Compilatio de eventibus Angliae) в пяти книгах, составлявшаяся им с 1378 года на латыни и охватывающая историю с 959 по 1396 год, с воцарения в Англии Эдгара Миролюбивого до времён Ричарда II. В предисловии автор называет своей главной целью сохранить в памяти потомков важнейшие события прошлого и деяния наиболее выдающихся правителей и прелатов, называя, вслед за Цицероном, историю «свидетельницей прошедших времён» (лат. testis transactorum temporum).
Три первые книги хроники, события в которых доведены до 1337 года, представляют собой компиляцию, не оригинальны и не представляют значительного интереса для историков, но две последние содержат ценные описания событий Столетней войны, сообщая, в частности, о победах Эдуарда III над Францией и Шотландией, об испанской компании герцога Ланкастерского, эпидемии «чёрной смерти» в Англии, восстании Уота Тайлера, деятельности Джона Уиклифа, движении лоллардов и борьбе с ним церковных и светских властей. Особенную ценность представляет четвёртая книга, во многом основанная на личных впечатлениях автора и содержащая массу сведений социально-экономического характера, в частности, о распаде феодальной системы, последствиях чумной эпидемии для торговли и рынка труда, финансовом положении духовенства и мирян, о заработной плате и ценах в стране и пр. Последовательностью изложенных событий она сильно напоминает «Деяния короля Эдуарда III» Роберта из Эйвсбери (ум. 1360).
Помимо последних, в качестве источников Генри Найтонский пользовался трудами историков XII века Уильяма Мальмсберийского и Генриха Хантингдонского, «Великой хроникой» Матвея Парижского (XIII в.), продолжавшей её «Вестминстерской хроникой» (лат. Chronica Westmonasterii), а также хроникой Уолтера из Хеминбурга и «Полихрониконом» Ранульфа Хигдена (первая пол. XIV в.), который обозначает словом Cistrensis, в отличие от Leycestrensis — найденных им в Лестерской библиотеке остальных сочинений.
В своём историческом сочинении Генри Найтонский явно симпатизирует Эдуарду III, называя его правление «золотым веком», скептически в целом оценивая правление его преемника Ричарда II, главных советников которого — графа Роберта де Вера, архиепископа Йоркского Александра Невилла, графа Саффолка, лорда главного судью Роберта Трезильяна и лорда-мэра Лондона Николаса Брембера — недвусмысленно характеризует как «пятерых главных соблазнителей короля».
Значительный интерес представляет приведённая в хронике петиция, адресованная автором заседавшей с 3 февраля по 4 июня 1388 года парламентской сессии, созванной лордами-апеллянтами с целью ограничения власти Ричарда и осудившей многих из его сторонников. Однако, по мнению современного историка доцента Ноттингемского университета Гвилима Додда, назвавший эту сессию «Беспощадным парламентом» Найтон в реальности ошибся, поскольку текст петиции составлен был ещё в ноябре 1381 года, после подавления восстания Тайлера, когда королю было всего 14 лет.
Применительно к духовенству идеалом для Генри Найтонского является рачительный аббат богатого монастыря, органично сочетавший христианские добродетели с лояльностью светским властям и соблюдением интересов своей обители. Так, его собственный настоятель Уильям Клаунский (1345—1378) был, по его словам, «любителем мира и спокойствия, исправителем ссор и упущений… добрым и любезным по отношению к тем, кто служил у него, и людям низших сословий, невыразимо дружелюбным к могущественным людям и магнатам королевства… В его дни было построено две церкви… приобретено два манора, так же, как ренты и другие владения. Он также получил хартию от короля для себя и своих преемников, освобождающую их от посещения парламента… К этому доброму аббату Уильяму Господь являл такую милость в глазах всех людей, как лордов, так и других, что вряд ли можно было бы найти такого человека, который отказал бы ему в его просьбе…»
Относительно лояльное отношение и очевидное внимание Генри Найтонского к мятежному Уиклифу и его сторонникам, вероятно, объясняется симпатиями к ним влиятельного герцога Ланкастерского Джона Гонта, которому принадлежал Лестер. В частности, в своей хронике Найтон утверждает, что в 1382 году «каждый второй в Английском королевстве» сочувствовал взглядам виклифистов.
В начальных буквах 16 глав книг I-й и II-й автор «скромно» зашифровал акростихом собственное имя: Henricus Cnitthon.

## Исследования и публикации
По мнению историков XIX века Уолтера Ширли и Генри Ричардса Луарда, сам Найтон, одряхлевший и почти ослепший к 1380-м годам, успел составить не позже 1378 года лишь первые четыре книги хроники, доведя их до 1366 года. Пятую же, охватывающую 1377—1395 года, написал, судя по палеографическому анализу текста, анонимный продолжатель, возможно, монах или каноник того же аббатства, причём иностранец, сочувствовавший Ланкастерам.
Гипотезу Ширли с оговорками поддерживал Дж. Р. Ламби, подготовивший в 1889—1895 годах комментированное двухтомное научное издание «Хроники Найтона» по двум манускриптам конца XIV-го и первой половины XV века из собрания Коттона Британского музея (Tiberius MS C.vii, Claudius MS E.iii) в академической серии Rolls Series.
Лишь в 1957 году историк Вивиан Хантер Гелбрайт, тщательно исследовавший хронологию сочинения Найтона, сумел опровергнуть утверждение У. Ширли, придя к заключению, что последняя книга хроники могла быть составлена после более ранних разделов, и, следовательно, «продолжатель Найтона» никогда не существовал. Мнение Галбрейта разделяют российский историк-медиевист Е. В. Калмыкова и британская исследовательница профессор Ливерпульского университета Сара Певерли, называющие в качестве даты начала работы Найтона над последней книгой своего труда 1378 год.
Впервые хроника Генри Найтона была опубликована в 1652 году историком Роджером Твисденом в составленном им сборнике средневековых английских летописей «Десять историописателей Англии» (лат. Historiae Anglicanae Scriptores Decem). Новейшее издание выпущено было в 1995 году в Оксфорде известным британским историком-архивистом Джеффри Ховардом Мартином при участии Дж. Р. Л. Хайфилда.

## Издания
- Compilatio Henrici de Knyghton canonici abbathiae Leycestrensis de eventibus Angliae. Chronicon Henrici Knighton, vel. Cnithon, monachi leycestrensis, edited by John Rawson Lumby. — Volumes I—II. — London: Eyre and Spottiswoode, 1889—1895. — (Rolls Series).
- Knighton’s Chronicle 1337—1396, edited and translated by Geoffrey Haward Martin. — Oxford: Clarendon Press, 1995. — lxxxvi, 593 p. — ISBN 978-0198205036.